# Get It Off
Get It Off è un brano R&B/Hip hop della cantante statunitense Monica, scritto da Missy Elliott, Craig X. Brockman e Herbert Jordan, e prodotto dalla stessa Elliott con l'aiuto di DJ Scratchator per il terzo album in studio della cantante, After the Storm. Il brano è stato pubblicato come B-side di Knock Knock, secondo singolo tratto dall'album, ed è entrato in classifiche minori di Billboard, come la classifica dei pezzi più suonati nei locali del paese.

## Composizione e testo
Get It Off, come So Gone e Knock Knock, è stata registrata durante una sessione di una settimana presso la Hit Factory Criteria di Miami, dopo che Clive Davis aveva commissionato a Elliott delle tracce per il nuovo album di Monica. Il brano è l'unico pezzo dalle influenze totalmente Hip hop e l'unico ad avere un ritmo veloce e decisamente ballabile, che lo ha reso perfetto come traccia da discoteca. Missy ha utilizzato un campionamento della canzone Set It Off, scritta da Steven Standard e interpretata dagli Strafe. La canzone inizia con un acuto della cantante eseguito in a cappella, seguito da una frase in spagnolo e dal campionamento della frenata di un'automobile, che introduce il beat rumoroso del pezzo; segue la voce di Missy che, come in ogni canzone da lei prodotta, invita a sentire questo nuovo pezzo di Monica ("new Monica shit"). A questo punto Monica inizia a cantare, ma dopo due frasi viene fermata da Elliott, che spinge il dj a far tornate indietro la puntina sul disco per far partire il rap di DirtBag, rapper ospite della canzone. La sua strofa parla di una vita lussuosa di una coppia, consumata tra viaggi alle Bahamas, fiori sul letto e vino di alta qualità; il rapper dice di non mangiare pesche, ma vedendo la ragazza di fronte ai suoi occhi ammette di poter permettersi un morso, visto che la fanciulla ha catturato la sua attenzione da chilometri di distanza. Nella prima strofa Monica dice che il suo partner si ricorda di quando lei era più giovane, e aveva paura che lui le mostrasse cose di troppo, perché non erasicura di essere pronta per una storia d'amore; la cantante chiede al ragazzo di essere gentile perché lei è una persona fragile, e anche se è pronta per far esplodere il suo sentimento, gli chiede di sedersi mentre lei fa partire l'azione. Nella seconda strofa la cantante chiede di cercare un compromesso, nonostante lui sia così ansiosa, e dice di sentire una grande energia nella nuca, nella schiena e nelle gambe, e vuole assicurarsi che la porta sia ben chiusa prima di passare all'azione. Anche in questo singolo, come negli altri due prodotti da Elliott per After The Storm, Monica si esibisce in una strofa rap.

## Classifiche
| Classifica (2003)                        | Posizione |
| ---------------------------------------- | --------- |
| U.S. Billboard Hot Dance Music/Club Play | 13        |
| U.S. Billboard Hot R&B/Hip Hop Singles   | 103       |
| U.S. Billboard Rhythmic Top 40           | 31        |
| World Dance Top 30 Singles               | 23        |

## Tracce
DVD Singolo
1. Knock Knock/Get It Off
2. So Gone
3. Knock Knock (Live)

Download digitale: Dance Vault Mixes
1. Get It Off (That Kid Chris Edit)
2. Get It Off (That Kid Chris Mixshow)
3. Knock Knock (Planet Funk Instrumental)